# Jurat provincial d'expropiació
El Jurat provincial d'expropiació és el que decideix executòriament sobre el preu just que correspongui als béns o drets objectes de l'expropiació, a la vista dels fulls d'apreuament formulats per les parts.

## Pressupòsits
Una vegada iniciat el procediment expropiador, el reglament. que desenvolupa la Ley de expropiación forzosa de 16 de desembre de 1954 determina que si transcorreguts quinze dies des de la citació de les parts sense que s'hagi assolit un acord mutu s'obrirà el procediment de fixació contradictòria del preu just. Tal com marca l'article 26 de llei d'expropiació forçosa és obligatori obrir un expedient individual per a cada un dels propietaris dels béns a excepció que l'objecte de l'expropiació pertanyi a una comunitat o que els béns formin una unitat econòmica en el sentit que marca l'article 27 de la llei.
Posteriorment, els expropiats podran proposar una quantitat per a la indemnització en el full d'apreuament i que si és acceptat per l'administració s'entendrè que ha arribat a un acord mutu, tancant el procediment, però que si no és acceptada suposarà que l'expedient passi al jurat provincial d'expropiació recollit en l'article 31 de la llei.

## Constitució

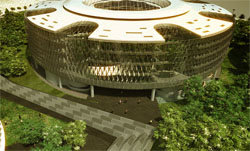
L'Audiència provincial de Madrid (foto) escull els presidents dels jurats provincials d'expropiació de la provincia de Madrid

El jurat, es constitueix en cada capital de província i en les ciutats autònomes de Ceuta i Melilla i està format per:
- Un President (Escollit per l'Audiència provincial, a excepció de Ceuta i Melilla que és el jutge de 1a instància).
- Quatre vocals:
  - Un advocat de l'estat
  - Un membre del funcionariat en qualitat de tècnic.
  - Un representant corporatiu
  - Un notari.

Cal especificar, que la Generalitat de Catalunya té regulat per la llei ordinària 9/2005 del Jurat d'Expropiació de Catalunya que presenta lleugeres diferències amb l'anàleg espanyol:
- Un president (Jurista de prestigi que no exerceixi professionalment l'advocacia ni l'assessorament en matèria de béns i immobles).
- Els vocals següents:
  - Un membre del funcionariat amb la llicenciatura d'econòmia o dret i membre del cos superior, del cos d'advocats o d'un cos similar.
  - Un membre del funcionariat amb la llicenciatura relacionada amb la naturalesa del bé o dret a valorar i membre del cos superior.
  - Dos titulars superiors que acreditin experiència en matèria de valoracions, proposats d'acord de les entitats municipalistes.
  - Un representat professional.
  - Un registrador o notari escollit pel col·legi professional.
  - Un secretari membre del funcionariat amb la llicenciatura dret amb veu però sense vot.

## Funció
Una vegada el jurat rep l'expedient del preu just, li correspon decidir executòriament sobre el preu just en funció dels preus proposats en els fulls d'apreuament, en un termini màxim de 10 dies que excepcionalment pot ser prorrogat fins a 15 dies, segons l'article 34 de la llei, quan s'aconselli la inspecció del bé o dret. La jurisprudència del Tribunal Suprem és poc clara en aquest cas, ja que ha qualificat al jurat d'òrgan administratiu i en d'altres d'òrgan quasi jurisdiccional i d'altres casos que sens perjudici del seu caire administratiu, exerceix funcions d'arbritatge.

## Actes resolutoris
La resolució ha de ser clarament motivada, tot mi que s'accepta que la motivació sigui mínima, clara, concissa o succinta i contra ella es pot interposar recurs contenciós administratiu segons l'article 35 de la llei.